# Barbosella dolichorhiza
Barbosella dolichorhiza là một loài lan.